# Sayonara Crawl
Sayonara Crawl é o 31º single (33º no total) da girlband japonesa AKB48, lançado em 22 de maio de 2013. Superou seu próprio recorde estabelecido com "Flying Get", "Kaze wa Fuiteiru" e "Manatsu no Sounds Good!", vendendo 1.450.880 cópias somente no dia do lançamento. Estimava-se que a vendagem supere os 2 milhões de cópias na primeira semana. Foi anunciado que o 31º Single de AKB48, "Sayonara Crawl", bateu um novo recorde para um grupo feminino, passando as vendas da música "White Love" de Speed, sendo este vendeu 1845000 cópias, enquanto "Sayonara Crawl" vendeu 1857000.
Nenhum grupo feminino chegou a passar as vendas de "White Love" durante 16 anos.
O seu próprio recorde foi superado por "Labrador Retriever" no ano seguinte.